# Personaggi di Virtua Fighter
Questa voce raggruppa tutti i personaggi della serie di videogiochi Virtua Fighter. Tutti i personaggi sono ideati da
Seiichi Ishii e Yu Suzuki e sviluppati dal Sega-AM2, a meno che specificato diversamente.

## Personaggi

### Akira Yuki
Akira Yuki è nato in Giappone il 23 settembre 1968, pratica lo stile cinese del bājíquán, tradotto Hakkyoku-ken in giapponese. Ha gli occhi e i capelli castani, è di gruppo sanguigno 0, è insegnante di Kung-Fu in cui adora appunto esercitarvisi.

Akira in Dead or Alive 5 Last Round

Akira ha uno stile di combattimento completo, che sfrutta le gomitate, i pugni e i calci. Le sue mosse più celebri sono: il Dashing Elbow, il Double Jumping Kick, lo Shoulder Throw, lo Shoulder Smash, il Double Palm of Tiger e la Stun Palm of Doom. Generalmente, Akira è un lottatore estremamente difficile da battere e si trova quasi sempre all'ultimo stage. Solo in Virtua Fighter 3 TB per Dreamcast troviamo Akira tra gli avversari più deboli, spesso lo si affronta direttamente al primo stage. Akira veste un kimono bianco (blu nell'anime) e una fascia del medesimo colore sulla testa. Secondo la storia della saga, Akira ha vinto il secondo torneo di arti marziali dopo essere stato battuto in finale da Lau Chan nella prima edizione.
Nel primo videogioco è doppiato da Takenobu Mitsuyoshi, mentre nei successivi da Shin'ichirō Miki. Nella serie animata Virtua Fighter Akira è un personaggio amante del cibo, spiritoso e a volte impacciato, a differenza della controparte del videogioco dove è un ragazzo serio e disciplinato. Nella versione italiana è doppiato da Alessandro Quarta.

### Pai Chan
Pai Chan è nata il 17 maggio 1975 ad Hong Kong ed è la figlia di Lau Chan. Pai nutre un odio profondo nei confronti del padre, ma le cause del contrasto non sono ancora note (Nella serie TV a cartoni animati Pai odia Lau poiché ha lasciato morire la madre della piccola Pai, senza preoccuparsi della figlia ma ritirandosi nelle arti marziali come un eremita). Pai indossa sempre abiti tipici cinesi di varie forme, accompagnandoli con dei cerchietti o cappellini intonati. Ha dei capelli lunghissimi, tanto da tenerli raccolti in due trecce che le scendono oltre le spalle. Lei lotta secondo lo stile Mi Zhong Yi cinese (tradotto enseiken in giapponese), famoso per la grazia dei movimenti, caratteristica principale del suddetto stile.
Pai è una famosa attrice di film d'azione e un'eccellente ballerina. È uno degli avversari più forti della serie e possiede una velocità pazzesca, in grado di sbaragliare anche l'avversario più ostico. Secondo la storia della serie, Pai ha continuamente cercato di sconfiggere Lau, senza tuttavia mai riuscirci. Dopo il terzo torneo di arti marziali, Pai scoprì che il padre aveva contratto un male incurabile, e quindi decise di mettere da parte l'odio che nutriva in lui. Si iscrisse quindi al torneo successivo per dimostrare di poter ereditare i poteri di Lau e sostituirlo. Perse, ma non si diede per vinta: si allenò e si iscrisse al quinto torneo per battere il padre ed ereditarne i poteri.
È doppiata da Naoko Matsui in Virtua Fighter e da Minami Takayama da Virtua Fighter 2 in poi. Nella versione italiana dell'anime è doppiata da Federica De Bortoli.

### Jacky Bryant
Jacky Bryant è nato il 28 agosto 1970 a San Francisco, in California, e pratica lo stile del Jeet Kune Do. Adora allenarsi e ama la velocità, tanto da diventare un pilota professionista di Formula Indy. Nei primi capitoli indossava un completo da combattimento rosso, con le fasciature ad entrambi i polsi e un paio di stivali da motociclista neri. Ha i capelli biondi, abbastanza radi, che terminano in un ciuffo che pende sulla parte sinistra della sua fronte. Dal terzo capitolo in poi, ha sempre indossato una giacca da motociclista con sotto una T-Shirt bianca, blue jeans e scarpe nere.
È il fratello maggiore di Sarah Bryant, e, in quanto tale, possiede uno stile pressoché identico a quello della sorella. Le mosse che i due Bryant hanno in comune sono: il Somersault Kick, il Jumping Foot Stomp, il Jumping Knee e il Side Effect, quest'ultimo eseguibile sia da fermo che in corsa. Oltre a queste, Jacky ha ampliato il suo repertorio di mosse con vari attacchi, come il Soccer Ball Kick, il Double Tornado Kick, il Backside Kick e la Punch-Kick Wheel Combo, e prese, come il Facebuster e la Knee Charge. Rispetto alla sorella, però, Jacky può vantare una maggiore esplosività nei muscoli delle gambe, e ciò gli permette di eseguire salti più alti e calci più potenti. A parte il primo capitolo della serie, dove lo si affrontava nella prima battaglia, Jacky è uno dei personaggi più forti e difficili da battere, così come lo è per il giocatore che lo sa controllare bene: infatti, i giocatori che usano Jacky possono trovarsi tra le mani un lottatore tanto forte quanto facile da utilizzare, cosa che lo ha reso molto popolare nel mondo dei picchiaduro virtuali.
Nella versione italiana dell'anime Virtua Fighter è doppiato da Vittorio Guerrieri.

### Lion Rafale
Lion Rafale fa la sua prima comparsa in Virtua Fighter 2, dove lo si affronta al quinto round. Da allora in poi, è sempre stato messo tra i primi avversari. È un ragazzo di bassa statura e ha occhi azzurri e capelli castano chiaro. A partire da Virtua Fighter 4, Lion si fa crescere i capelli fino quasi all'altezza delle spalle e li fa diventare biondi.
È nato a Bordeaux, in Francia, il 24 dicembre 1979, e a soli 15 anni è diventato il lottatore più giovane, nonché il primo lottatore europeo, ad aver mai partecipato al Torneo Mondiale di Arti Marziali. Lion è figlio del presidente della Rafale Company, e appartiene alla classe nobiliare parigina. Nonostante ciò, adora andare in giro in skateboard e mescolarsi con i suoi coetanei. Studia in uno dei migliori licei della Francia ed è un collezionista di coltelli. Combatte con lo stile kung fu noto come Tohoro-Ken (meglio noto come "Stile della Mantide") e la sua velocità è seconda solo a quella di Pai. Il suo repertorio è uno dei più completi di tutta la serie: infatti Lion ha una buona quantità di prese e di attacchi che però sono abbastanza difficili da eseguire.
Nell'anime Lion diventa amico di Akira dopo che questi arriva a Parigi, ed è un ragazzo che risente molto degli obblighi imposti dal padre e dalla sua posizione (cosa continuamente ricordatagli anche dalla sua governante Charlotte). Nell'anime suo padre è sempre in affari con i nemici di turno, ossia il Kohenken di Ryu Karun nella prima parte, e l'organizzazione nella seconda. Nella prima parte dell'anime spinto dall'amicizia verso Akira (con cui inizialmente voleva scappare usando i soldi di suo padre, prima che questi gli faccia notare il controsenso della sua azione, ossia scappare dal padre continuando tuttavia a dipendere da lui) lo seguirà fino in Belgio quando il ragazzo si farà rapire dal Kohenken per salvare i suoi amici. Nella seconda parte della serie animata diverrà un personaggio ricorrente, entrando con Kagemaru a fare parte del gruppo dei protagonisti, anche perché sarà lui (dopo aver spiato una telefonata del padre) ad informare Akira e gli altri della lista di combattenti di arti marziali nelle mani dell'organizzazione.
Nella versione italiana dell'anime è doppiato da Stefano Crescentini.